# Brickellia ambigens
Brickellia ambigens là một loài thực vật có hoa trong họ Cúc. Loài này được (Greene) A.Nelson mô tả khoa học đầu tiên năm 1909.